# Vályi Lajos (ügyvéd)
Vályi Lajos (Mezőkövesd, 1895. május 4. – Budapest, 1940. június 30.) magyar ügyvéd, kormányfőtanácsos, országgyűlési képviselő.

## Élete
1895-ben született Mezőkövesden, evangélikus családban. Középiskolai és egyetemi tanulmányait egyaránt Budapesten végezte, ott is tett ügyvédi és bírói vizsgát 1921-ben. Közben, az első világháború idején mint tartalékos tüzérhadnagy, 45 hónapon át teljesített katonai szolgálatot, ez idő alatt 16 hónapot az első vonalban töltött, főképp Dél-Tirolban.
Szakmájában magas szintű megbecsültségre tett szert. A Magyar Tudományos Akadémia ügyésze, a Budapesti Ügyvédi Kamara fegyelmi tanácsának elnöke, az Ügyvédi Kamarák Országos Bizottságának tagja, a Magyar Ügyvédek Nemzeti Egyesületének társelnöke, a Társadalmi Egyesülések Szövetségének társelnöke volt, de több más társadalmi egyesületben töltött be vezető tisztségeket.
Politikával városi szinten kezdett foglalkozni: több éven át viselt tagságot a főváros törvényhatósági bizottságában, a Nemzeti Egység Pártja fővárosi szervezetének pedig ügyvezető elnöke volt. Az 1930-as évek végén egy ideig a Magyar Élet Keresztény Községi Pártjának helyettes elnökeként tevékenykedett Csilléry András mellett, 1939-ben pedig parlamenti mandátumot is szerzett a Magyar Élet Pártja színeiben, a fővárosi I. választókerületi listáról.
Egyháza életében is részt vett, többek között mint a kelenföldi evangélikus egyházközség másodfelügyelője, valamint az Országos Protestáns Patronage ügyésze. Szakirodalmi tevékenysége is említést érdemel: könyvet írt a székesfővárosi új lakbérleti szabályrendeletről, valamint jogtudományi, ügyvédpolitikai és községi közigazgatási tárgyú szakcikkeket is publikált.